# María Inés Manrique de Lara y Manrique Enríquez

Stemma Manrique de Lara

María Inés Manrique de Lara y Manrique Enríquez (1625 circa – 8 agosto 1679) è stata una nobildonna spagnola, X contessa di Paredes de Nava e Grande di Spagna.

## Biografia
Era figlia di Manuel Manrique de Lara e di Luisa Enriquez.

## Discendenza
Sposò nel 1646 Vespasiano Gonzaga dei conti di Guastalla, viceré di Valencia ed ebbero cinque figli:
- María Luisa Manrique (1649-1729), che divenne l'undicesima contessa di Paredes de Nava;
- Giuseppe (?)
- Giuseppa
- Isabella
- Diego